# Jubilé de diamant
Pour les articles homonymes, voir Jubilé.
Un jubilé de diamant (en anglais : Diamond Jubilee) est une célébration qui marque le 60e anniversaire d'un événement dans le cas d'une personne (anniversaire de mariage, durée du règne d'un monarque par exemple) ou le 75e anniversaire d'un événement dans le cas d'une institution (la fondation d'une université par exemple).
La célébration du jubilé de diamant de la reine Élisabeth II a donné le nom à la tour Élisabeth (Elizabeth Tower) (Big Ben), et a causé le borough londonien de Greenwich à recevoir son titre « Royal ».

## Jubilés de diamant

### Royaume-Uni
- La reine Victoria a célébré son jubilé de diamant le 22 juin 1897.
- La reine Élisabeth II a fêté son jubilé de diamant du 2 au 5 juin 2012.

### Autriche
- L'empereur François-Joseph a célébré son jubilé de diamant le 12 juin 1908.

### Japon
Les soixante ans de règne de l'empereur du Japon sont appelés en japonais Go-Zai-i rokujū-nen kinen (御在位60年記念).
- L'empereur Hirohito a célébré son jubilé de diamant le 29 avril 1986.

### Thaïlande
- Le roi Rama IX a célébré son jubilé de diamant en 2006.

## Autres acceptions
Au Pakistan et en Inde, on appelle « film du jubilé de diamant » (diamond jubilee film) un film qui est projeté dans les salles de cinémas sans interruption durant 100 semaines ou plus.